# Evangelismós tis Theotókou
Evangelismós tis Theotókou är ett kloster i Grekland.   Det ligger i prefekturen Chalkidike och regionen Mellersta Makedonien, i den nordöstra delen av landet, 250 km norr om huvudstaden Aten. Evangelismós tis Theotókou ligger 119 meter över havet och antalet invånare är 114.
Terrängen runt Evangelismós tis Theotókou är kuperad norrut, men söderut är den platt. Havet är nära Evangelismós tis Theotókou åt sydväst. Runt Evangelismós tis Theotókou är det ganska glesbefolkat, med 24 invånare per kvadratkilometer. Närmaste större samhälle är Polýgyros, 15,2 km nordväst om Evangelismós tis Theotókou. == Kommentarer ==
1. ↑  Framräknat ur variansen i alla höjduppgifter (DEM 3") från Viewfinder Panoramas, inom 10 km radie.[2] Mer om algoritmen finns här: Användare:Lsjbot/Algoritmer.